# Wagony-polewaczki KPS nr 1–3 (tramwaje w Brnie)
Wagony-polewaczki KPS nr 1–3 – typ dwuosiowych wagonów tramwajowych, wyprodukowanych dla Urzędu budowlanego miasta Brna, Wydziału oczyszczania miasta. Poszczególne wagony różniły się od siebie, niemniej jednak oparte były na tej samej koncepcji. Część mechaniczną tramwajów wyprodukował zakład Královopolská, a układ oprysku szyn dostarczyła firma Hrček & Neugebauer.

## Konstrukcja
Nadwozie tramwaju-polewaczki zamontowano na dwóch osiach. Na głównej ramie umieszczono dwa połączone ze sobą zbiorniki o kształcie trapezu. Między zbiornikami znajdowała się drewniana otwarta kabina motorniczego i stanowisko do obsługi instalacji opryskowej. Pod podłogą stanowiska motorniczego zamontowano pompę tłoczącą wodę ze zbiorników. Sterowanie pompą odbywało się za pomocą osobnego pulpitu.

### Wagony nr 1 i 3
Instalację opryskową zainstalowano zarówno po stronie przedniego, jak i tylnego czoła wagonu. Nastawnik jazdy typu B30vw8 lub B6-30 dostarczyła firma AEG. Możliwe było ustawienie 11 stopni jazdy i 6 stopni hamowania. Napęd stanowiły silniki AEG typu U 104.
W tramwaju nr 3 nastawnik jazdy był obrócony o 90°, zatem motorniczy prowadził wagon stojąc bokiem do kierunku jazdy.

### Wagon nr 2
W wagonie nr 2 instalację opryskową umieszczono z przodu wagonu, pod kabiną motorniczego. Nastawnik typu ŠKODA miał 7 stopni jazdy i 6 stopni hamowania. Napęd składał się z silników typu TIS Picolo 2434th.

## Dostawy
| Państwo                           | Miasto        | Producent     | Lata dostaw   | Liczba | Numery taborowe | Uwagi |
| --------------------------------- | ------------- | ------------- | ------------- | ------ | --------------- | ----- |
| Pierwsza Republika Czechosłowacka | Brno          | KPS Brno      | 1923          | 1      | 1               | [ 1 ] |
| Pierwsza Republika Czechosłowacka | Brno          | KPS Brno      | 1925          | 1      | 2               | [ 1 ] |
| Pierwsza Republika Czechosłowacka | Brno          | KPS Brno      | 1928          | 1      | 3               | [ 1 ] |
| Łączna liczba                     | Łączna liczba | Łączna liczba | Łączna liczba | 3      |                 |       |

## Eksploatacja
Wagony-polewaczki kursowały od kwietnia do października. Na początku drugiej wojny światowej wstawiono okna w kabinach motorniczego. W latach 50. XX wieku wagony wyposażono w pługi śnieżne, dzięki temu mogły być wykorzystywane także w czasie zimy. Jako pierwszy wycofano z ruchu wagon nr 2 w 1962 r. Pozostałe tramwaje eksploatowano do lat 60. XX wieku. W 1973 r. wagon nr 3 przekazano Muzeum Techniki w Brnie. Od tamtego czasu oczekuje on na przeprowadzenie prac renowacyjnych.